# Bánh lá

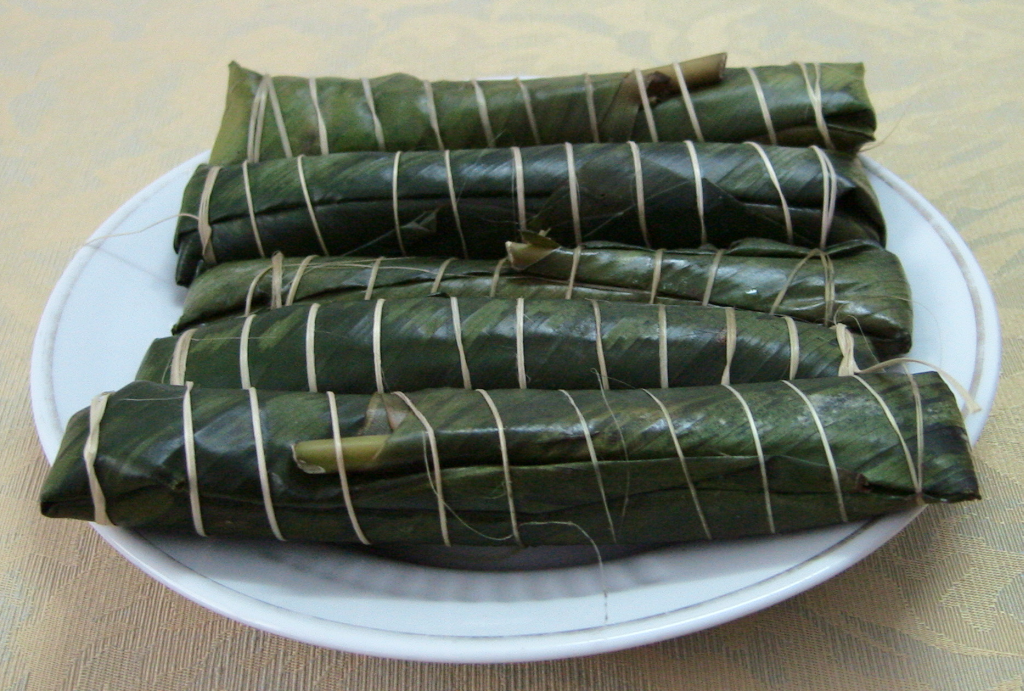
Un plato de bánh tẻ, envuelto en hojas de dong, que deben retirarse antes de comerlo.

Bánh lá (literalmente ‘pastel hoja’) es una categoría de bánh, o pasteles vietnamitas, que consisten en una porción de arroz con algunos rellenos envueltos en hojas.

## Variantes
- Bánh bột lọc
- Bánh chưng
- Bánh dừa
- Bánh gai
- Bánh giầy
- Bánh giò
- Bánh ít
  - Bánh ít lá gai, dumpling triangular envuelto en hoja de ramio, parecido al zongzi chino
  - Bánh ít tro, usando en la Fiesta del Barco Dragón (Tết Đoan Ngọ)
- Bánh khoái
- Bánh nậm, dumpling plano de harina de arroz de Hue, envuelto en hoja de plátano
- Bánh nếp
- Bánh phu thê
- Bánh tẻ
- Bánh tét
- Bánh tro y bánh ú, usados en la Fiesta del Barco Dragón

- Datos: Q5004805